# Antilope cervicapra

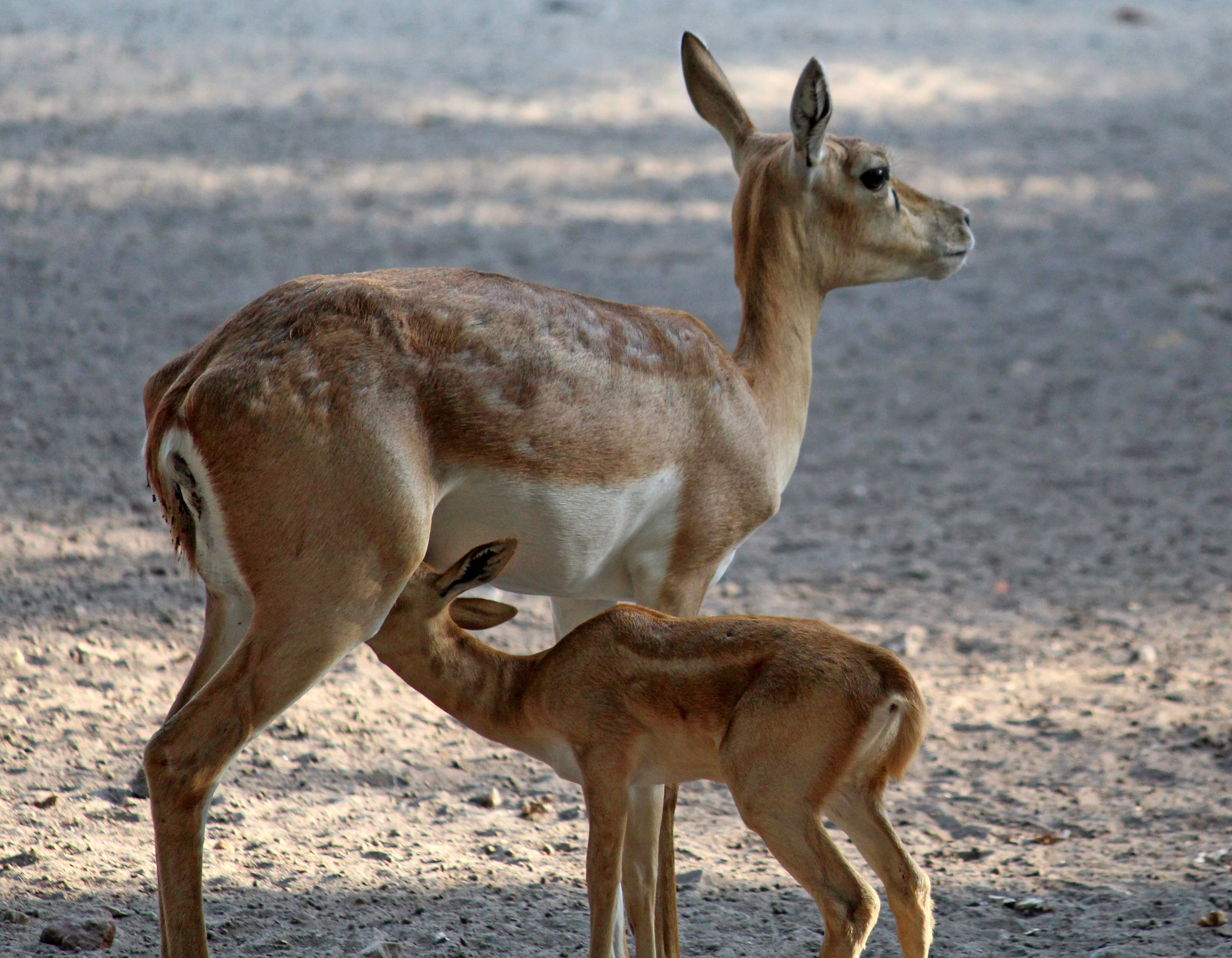
Femmina con il piccolo al parco zoologico nazionale di Delhi.

L'antilope cervicapra o sasin (Antilope cervicapra Linnaeus, 1758) è un'antilope diffusa in India, Nepal e Pakistan. Unica specie esistente del genere Antilope, venne descritta e battezzata così dallo zoologo svedese Linneo nel 1758. Ne vengono riconosciute due sottospecie. Raggiunge 74–84 cm di altezza al garrese. I maschi pesano 20–57 kg; le femmine, più piccole, ne pesano 20-33. Le corna, lunghe e anellate, misurano 35–75 cm; sono presenti generalmente solo nei maschi, ma in alcuni casi anche le femmine possono svilupparle. Il colore bianco del mento e della zona intorno agli occhi contrasta fortemente con le strisce nere sulla faccia. Il manto dei maschi è bicolore: mentre le regioni superiori e la parte esterna delle zampe sono di colore variabile dal marrone scuro al nero, le regioni inferiori e la parte interna delle zampe sono di colore bianco candido. Nelle femmine e nei giovani, invece, le zone che nei maschi sono scure variano dal fulvo-giallastro al tanno.
L'antilope cervicapra è una specie diurna. I gruppi, generalmente poco numerosi, sono di tre tipi: di femmine, di maschi e di scapoli. I maschi spesso adottano la strategia del lek per radunare le femmine con cui accoppiarsi. Mentre agli altri maschi non è consentito entrare in questi territori, le femmine spesso visitano questi luoghi per pascolare. Il padrone del territorio può allora cercare di accoppiarsi con loro. L'antilope cervicapra è erbivora: si nutre di erba bassa, ma all'occasione non esita a brucare gli arbusti. Le femmine raggiungono la maturità sessuale ad 8 mesi di età, ma non si accoppiano mai prima dei 2 anni. I maschi, invece, diventano maturi più tardi, ad un anno e mezzo di età. L'accoppiamento può avere luogo in qualsiasi periodo dell'anno. Dopo una gestazione di 6 mesi, viene alla luce un unico piccolo. La speranza di vita è di 10-15 anni.
L'antilope cervicapra vive nelle pianure erbose e nelle zone scarsamente forestate. A causa della regolare necessità di bere, predilige le aree dove l'acqua è continuamente disponibile.
Questa antilope è originaria dell'India, dove vive la stragrande maggioranza degli esemplari, mentre è estinta in Bangladesh. In passato era ampiamente diffusa, ma oggi ne rimangono soltanto piccoli branchi sparsi, in gran parte confinati alle aree protette. Nel corso del XX secolo il numero di esemplari è crollato drasticamente a causa della caccia eccessiva, della deforestazione e del degrado ambientale. La specie è stata introdotta in Argentina e negli Stati Uniti. In India, la caccia all'antilope cervicapra è proibita ai termini dell'Appendice I della legge per la protezione ambientale del 1972. L'antilope cervicapra gode di grande reputazione nell'Induismo: molti abitanti delle zone rurali dell'India e del Nepal non osano arrecare danno alla specie.

## Etimologia
Il nome scientifico dell'antilope cervicapra è lo stesso di quello comune. Il nome del genere deriva dal latino medievale anthalopus, termine che indicava una creatura favolosa munita di corna. L'appellativo specifico cervicapra è una forma composta dalle parole latine cervus («cervo») e capra («capra»). L'utilizzo del nome comune blackbuck (lett. «antilope nera»), con cui la specie è nota nei paesi anglosassoni, viene attestato per la prima volta nel 1850. L'antilope cervicapra viene anche chiamata «antilope indiana», kadiyal, kala hiran, krishna mriga (in kannada) e krishnasaar (in hindi); kalvit (in marathi); krishna jinka (in telugu); e iralai maan (in tamil).

## Tassonomia
L'antilope cervicapra è l'unica specie oggi esistente del genere Antilope e appartiene alla famiglia dei Bovidi. La specie venne descritta e battezzata dallo zoologo svedese Linneo nella decima edizione del suo Systema Naturae nel 1758. Oltre alla specie attuale, il genere Antilope comprende anche alcune forme fossili, come A. subtorta, A. planicornis e A. intermedius.
I generi Antilope, Eudorcas, Gazella e Nanger formano un clade in seno alla sottofamiglia degli Antilopini. Nel 1995 uno studio dettagliato del cariotipo spinse gli studiosi a ipotizzare che, tra i generi di questo clade, il genere Antilope fosse quello più strettamente imparentato con il genere Gazella. Nel 1999 le analisi filogenetiche confermarono che Antilope è il sister taxon più prossimo a Gazella; al contrario, uno studio filogenetico precedente, del 1976, faceva di Antilope un sister taxon di Nanger. In una revisione più recente della filogenesi degli Antilopini basata sull'analisi delle sequenze di molteplici loci nucleari e mitocondriali pubblicata nel 2013, Eva Verena Bärmann (dell'università di Cambridge) e i suoi colleghi hanno riesaminato le relazioni filogenetiche tra le varie specie e hanno scoperto che Antilope e Gazella sono sister taxa distinti dai sister taxa Nanger ed Eudorcas.
|  | \| \| Gazzella di Cuvier (G. cuvieri) \| \| \| \| \| \| Gazzella bianca (G. leptoceros) \| \| \| \| |
|  | |
|  | Gazzella delle sabbie (G. marica)                                                                   |
|  | |
|  | Gazzella di Cuvier (G. cuvieri)                                                                     |
|  | |
|  | Gazzella bianca (G. leptoceros)                                                                     |
|  | |

|  | Gazzella di Cuvier (G. cuvieri) |
|  |                                 |
|  | Gazzella bianca (G. leptoceros) |
|  |                                 |

|  | Chinkara (G. bennettii)                 |
|  |                                         |
|  | Gazzella subgutturosa (G. subgutturosa) |
|  |                                         |

|  | \| \| Gazzella di Cuvier (G. cuvieri) \| \| \| \| \| \| Gazzella bianca (G. leptoceros) \| \| \| \| |
|  | |
|  | Gazzella delle sabbie (G. marica)                                                                   |
|  | |
|  | Gazzella di Cuvier (G. cuvieri)                                                                     |
|  | |
|  | Gazzella bianca (G. leptoceros)                                                                     |
|  | |

|  | Gazzella di Cuvier (G. cuvieri) |
|  |                                 |
|  | Gazzella bianca (G. leptoceros) |
|  |                                 |

|  | Chinkara (G. bennettii)                 |
|  |                                         |
|  | Gazzella subgutturosa (G. subgutturosa) |
|  |                                         |

|  | \| \| Edmi (G. gazella) \| \| \| \| \| \| Gazzella di Speke (G. spekei) \| \| \| \| |
|  |                                                                                     |
|  | Gazzella dorcade (G. dorcas)                                                        |
|  |                                                                                     |
|  | Edmi (G. gazella)                                                                   |
|  |                                                                                     |
|  | Gazzella di Speke (G. spekei)                                                       |
|  |                                                                                     |

|  | Edmi (G. gazella)             |
|  |                               |
|  | Gazzella di Speke (G. spekei) |
|  |                               |

|  | \| \| Gazzella di Cuvier (G. cuvieri) \| \| \| \| \| \| Gazzella bianca (G. leptoceros) \| \| \| \| |
|  | |
|  | Gazzella delle sabbie (G. marica)                                                                   |
|  | |
|  | Gazzella di Cuvier (G. cuvieri)                                                                     |
|  | |
|  | Gazzella bianca (G. leptoceros)                                                                     |
|  | |

|  | Gazzella di Cuvier (G. cuvieri) |
|  |                                 |
|  | Gazzella bianca (G. leptoceros) |
|  |                                 |

|  | Chinkara (G. bennettii)                 |
|  |                                         |
|  | Gazzella subgutturosa (G. subgutturosa) |
|  |                                         |

|  | \| \| Gazzella di Cuvier (G. cuvieri) \| \| \| \| \| \| Gazzella bianca (G. leptoceros) \| \| \| \| |
|  | |
|  | Gazzella delle sabbie (G. marica)                                                                   |
|  | |
|  | Gazzella di Cuvier (G. cuvieri)                                                                     |
|  | |
|  | Gazzella bianca (G. leptoceros)                                                                     |
|  | |

|  | Gazzella di Cuvier (G. cuvieri) |
|  |                                 |
|  | Gazzella bianca (G. leptoceros) |
|  |                                 |

|  | Chinkara (G. bennettii)                 |
|  |                                         |
|  | Gazzella subgutturosa (G. subgutturosa) |
|  |                                         |

|  | \| \| Edmi (G. gazella) \| \| \| \| \| \| Gazzella di Speke (G. spekei) \| \| \| \| |
|  |                                                                                     |
|  | Gazzella dorcade (G. dorcas)                                                        |
|  |                                                                                     |
|  | Edmi (G. gazella)                                                                   |
|  |                                                                                     |
|  | Gazzella di Speke (G. spekei)                                                       |
|  |                                                                                     |

|  | Edmi (G. gazella)             |
|  |                               |
|  | Gazzella di Speke (G. spekei) |
|  |                               |

|  | \| \| Gazzella di Cuvier (G. cuvieri) \| \| \| \| \| \| Gazzella bianca (G. leptoceros) \| \| \| \| |
|  | |
|  | Gazzella delle sabbie (G. marica)                                                                   |
|  | |
|  | Gazzella di Cuvier (G. cuvieri)                                                                     |
|  | |
|  | Gazzella bianca (G. leptoceros)                                                                     |
|  | |

|  | Gazzella di Cuvier (G. cuvieri) |
|  |                                 |
|  | Gazzella bianca (G. leptoceros) |
|  |                                 |

|  | Chinkara (G. bennettii)                 |
|  |                                         |
|  | Gazzella subgutturosa (G. subgutturosa) |
|  |                                         |

|  | \| \| Gazzella di Cuvier (G. cuvieri) \| \| \| \| \| \| Gazzella bianca (G. leptoceros) \| \| \| \| |
|  | |
|  | Gazzella delle sabbie (G. marica)                                                                   |
|  | |
|  | Gazzella di Cuvier (G. cuvieri)                                                                     |
|  | |
|  | Gazzella bianca (G. leptoceros)                                                                     |
|  | |

|  | Gazzella di Cuvier (G. cuvieri) |
|  |                                 |
|  | Gazzella bianca (G. leptoceros) |
|  |                                 |

|  | Chinkara (G. bennettii)                 |
|  |                                         |
|  | Gazzella subgutturosa (G. subgutturosa) |
|  |                                         |

|  | \| \| Edmi (G. gazella) \| \| \| \| \| \| Gazzella di Speke (G. spekei) \| \| \| \| |
|  |                                                                                     |
|  | Gazzella dorcade (G. dorcas)                                                        |
|  |                                                                                     |
|  | Edmi (G. gazella)                                                                   |
|  |                                                                                     |
|  | Gazzella di Speke (G. spekei)                                                       |
|  |                                                                                     |

|  | Edmi (G. gazella)             |
|  |                               |
|  | Gazzella di Speke (G. spekei) |
|  |                               |

|  | \| \| Gazzella di Cuvier (G. cuvieri) \| \| \| \| \| \| Gazzella bianca (G. leptoceros) \| \| \| \| |
|  | |
|  | Gazzella delle sabbie (G. marica)                                                                   |
|  | |
|  | Gazzella di Cuvier (G. cuvieri)                                                                     |
|  | |
|  | Gazzella bianca (G. leptoceros)                                                                     |
|  | |

|  | Gazzella di Cuvier (G. cuvieri) |
|  |                                 |
|  | Gazzella bianca (G. leptoceros) |
|  |                                 |

|  | Chinkara (G. bennettii)                 |
|  |                                         |
|  | Gazzella subgutturosa (G. subgutturosa) |
|  |                                         |

|  | \| \| Gazzella di Cuvier (G. cuvieri) \| \| \| \| \| \| Gazzella bianca (G. leptoceros) \| \| \| \| |
|  | |
|  | Gazzella delle sabbie (G. marica)                                                                   |
|  | |
|  | Gazzella di Cuvier (G. cuvieri)                                                                     |
|  | |
|  | Gazzella bianca (G. leptoceros)                                                                     |
|  | |

|  | Gazzella di Cuvier (G. cuvieri) |
|  |                                 |
|  | Gazzella bianca (G. leptoceros) |
|  |                                 |

|  | Chinkara (G. bennettii)                 |
|  |                                         |
|  | Gazzella subgutturosa (G. subgutturosa) |
|  |                                         |

|  | \| \| Edmi (G. gazella) \| \| \| \| \| \| Gazzella di Speke (G. spekei) \| \| \| \| |
|  |                                                                                     |
|  | Gazzella dorcade (G. dorcas)                                                        |
|  |                                                                                     |
|  | Edmi (G. gazella)                                                                   |
|  |                                                                                     |
|  | Gazzella di Speke (G. spekei)                                                       |
|  |                                                                                     |

|  | Edmi (G. gazella)             |
|  |                               |
|  | Gazzella di Speke (G. spekei) |
|  |                               |

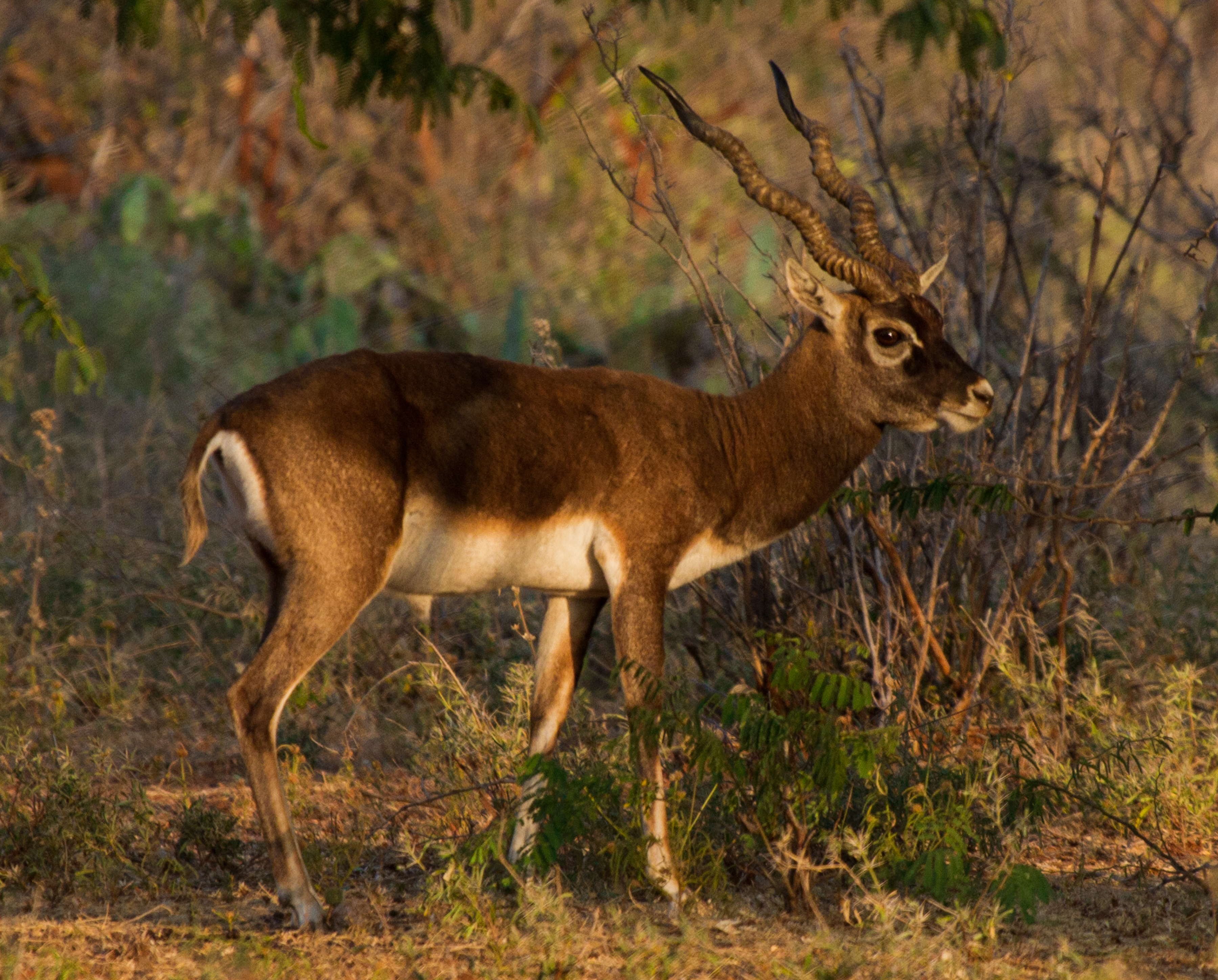
Maschio di A. c. cervicapra; si noti la maggiore estensione di nero sui fianchi.

Vengono riconosciute due sottospecie, che forse potrebbero rappresentare due specie indipendenti:
- A. c. cervicapra Linnaeus, 1758, nota come antilope cervicapra sud-orientale, diffusa nelle regioni meridionali, orientali e centrali dell'India. Nel maschio l'anello oculare bianco è stretto al di sopra dell'occhio e il collo è tutto nero; il bianco delle regioni inferiori è in gran parte limitato all'addome in entrambi i sessi. La striscia nera sulle zampe è ben definita e si estende per tutta la lunghezza dell'arto.
- A. c. rajputanae Zukowsky, 1927, nota come antilope cervicapra nord-occidentale, diffusa nell'India nord-occidentale. I maschi presentano dei riflessi grigi sulle parti scure durante la stagione riproduttiva. Il bianco delle regioni inferiori si estende in altezza fino a metà dei fianchi e nei maschi la base inferiore del collo è bianca. L'anello oculare bianco presenta la stessa ampiezza intorno a tutto l'occhio e la striscia nera sulle zampe si estende solo fino allo stinco.

### Genetica
L'antilope cervicapra presenta un numero variabile di cromosomi diploidi. I maschi ne hanno da 31 a 33, mentre le femmine ne hanno da 30 a 32. I maschi hanno un cromosoma sessuale XY1Y2. Cromosomi sessuali insolitamente grandi erano stati descritti in precedenza solo in poche specie, tutte quanti appartenenti all'ordine dei Roditori. Tuttavia, nel 1968, uno studio rivelò che anche due artiodattili, l'antilope cervicapra e il sitatunga, mostravano questa anomalia. Generalmente, il cromosoma X costituisce il 5% del complemento cromosomico aploide, ma nell'antilope cervicapra questa percentuale è del 14,96. Porzioni di entrambi questi cromosomi particolarmente grandi mostrano una replicazione ritardata.
Uno studio del 1997 rivelò un polimorfismo proteico inferiore in Antilope rispetto ad Antidorcas, Eudorcas e Gazella. Questo è stato attribuito ad una storia di rapida evoluzione di un fenotipo autapomorfo di Antilope. A questo potrebbe aver contribuito il fatto che solo pochi maschi dominanti hanno potuto trasmettere il loro patrimonio genetico a causa del loro comportamento riproduttivo basato sui lek.

## Descrizione
L'antilope cervicapra è un'antilope di medie dimensioni. Raggiunge 74–84 cm di altezza al garrese e presenta una lunghezza testa-corpo di quasi 120 cm. Nella popolazione introdotta in Texas i maschi pesano 20–57 kg (in media 38). Le femmine sono più leggere: pesano 20–33 kg (in media 27). Il dimorfismo sessuale è molto pronunciato, in quanto i maschi sono più grandi e più scuri delle femmine. Le corna, lunghe e anellate, simili a cavatappi, sono presenti generalmente solo nei maschi, ma in alcuni casi anche le femmine possono svilupparle. Misurano 35–75 cm di lunghezza, ma negli esemplari che vivono in Texas esse non superano mai i 58 cm. Le corna divergono tra loro formando una sorta di «V». In India le corna sono più lunghe e divergenti negli esemplari che vivono nelle zone settentrionali e occidentali del paese.
Il colore bianco del mento e della zona intorno agli occhi contrasta fortemente con le strisce nere sulla faccia. Il manto dei maschi è bicolore: mentre le regioni superiori e la parte esterna delle zampe sono di colore variabile dal marrone scuro al nero, le regioni inferiori e la parte interna delle zampe sono di colore bianco candido. Generalmente il colore del manto scurisce generalmente man mano che i maschi invecchiano. Nelle femmine e nei giovani, invece, le zone che nei maschi sono scure variano dal fulvo-giallastro al tanno. In Texas le antilopi cervicapra effettuano la muta in primavera; dopo di essa, i maschi appaiono molto più chiari, con il colore scuro che persiste solamente sulla faccia e sulle zampe. Al contrario, diventano più scuri man mano che si avvicina la stagione riproduttiva. Presso le popolazioni selvatiche sono stati osservati sia esemplari melanici che albini. Gli esemplari albini diventano spesso le celebrità degli zoo che li ospitano, come nel caso del parco zoologico Indira Gandhi nell'Andhra Pradesh (India).

## Distribuzione e habitat

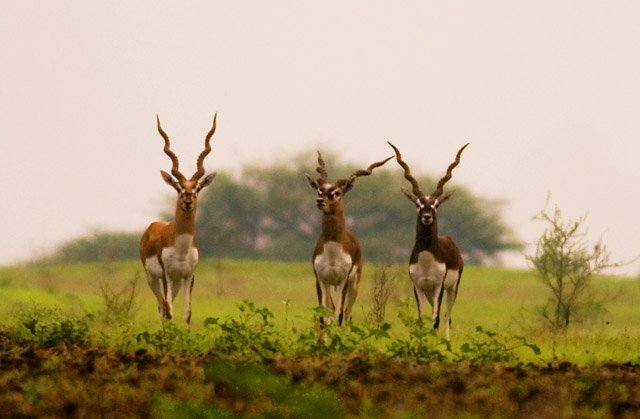
Tre antilopi cervicapra nel Ranibennur Blackbuck Sanctuary (Karnataka).

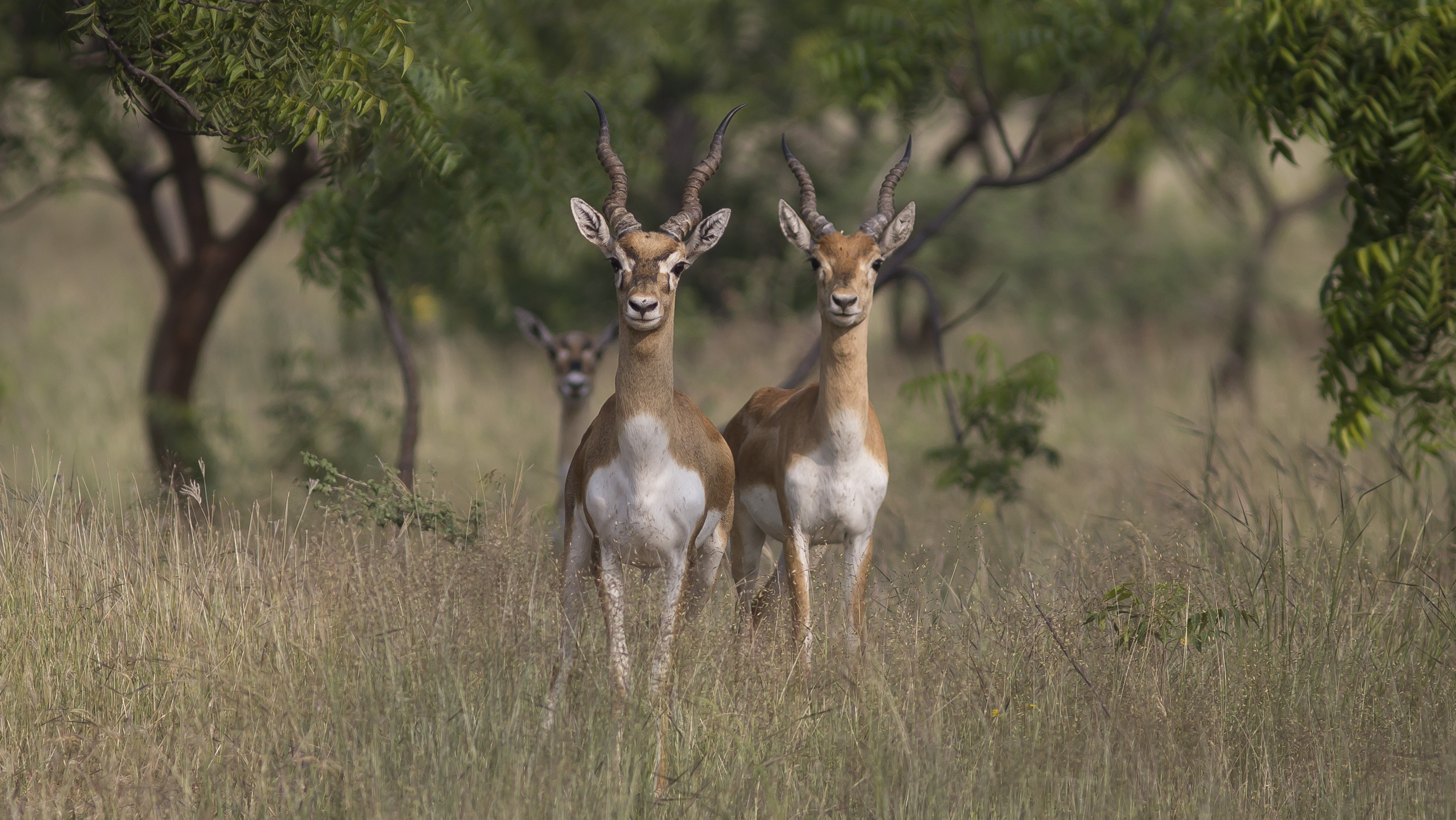
Coppia di antilopi cervicapra nel Rehekuri Blackbuck Sanctuary (Maharashtra).

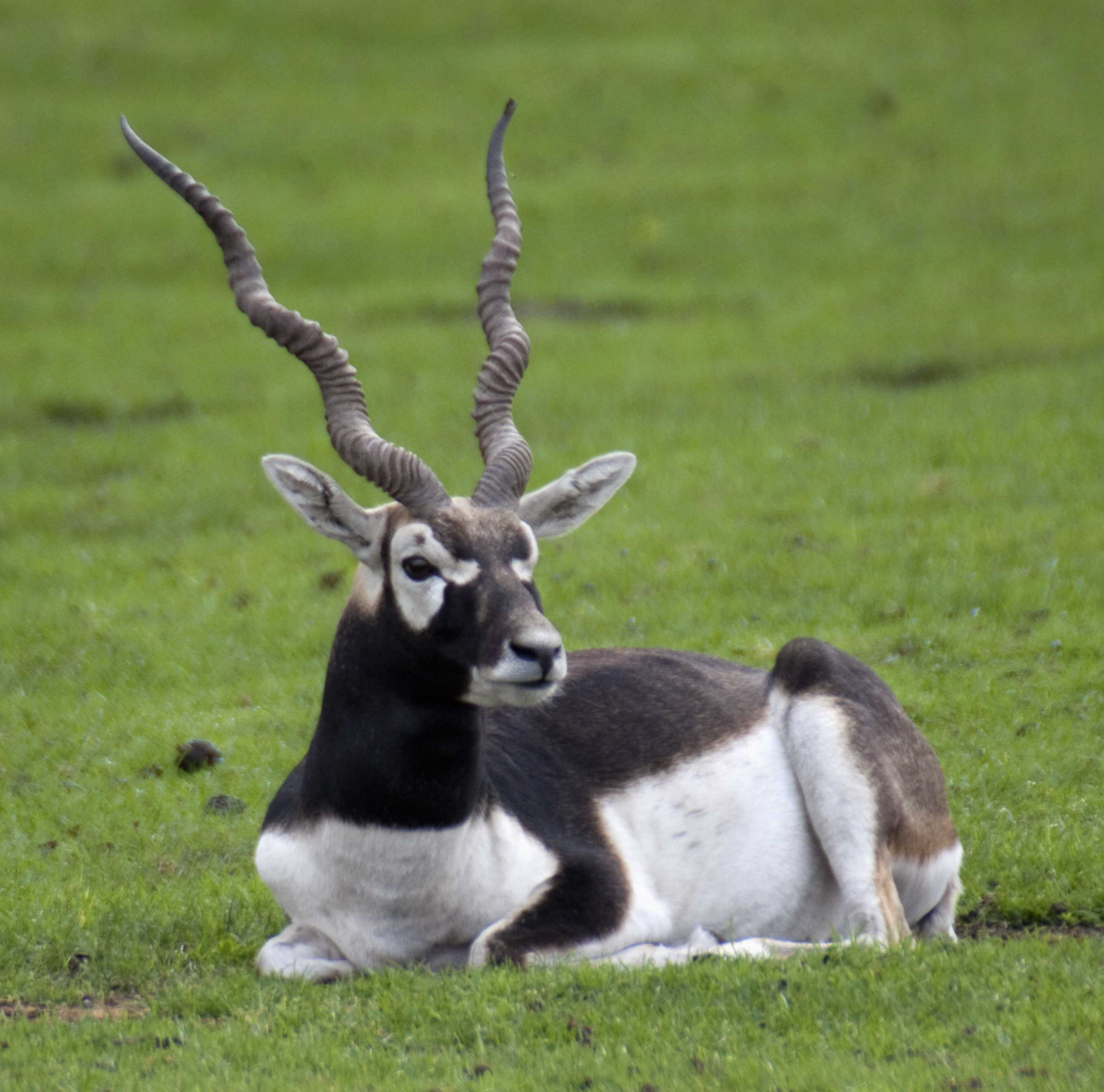
L'antilope cervicapra predilige le pianure erbose.

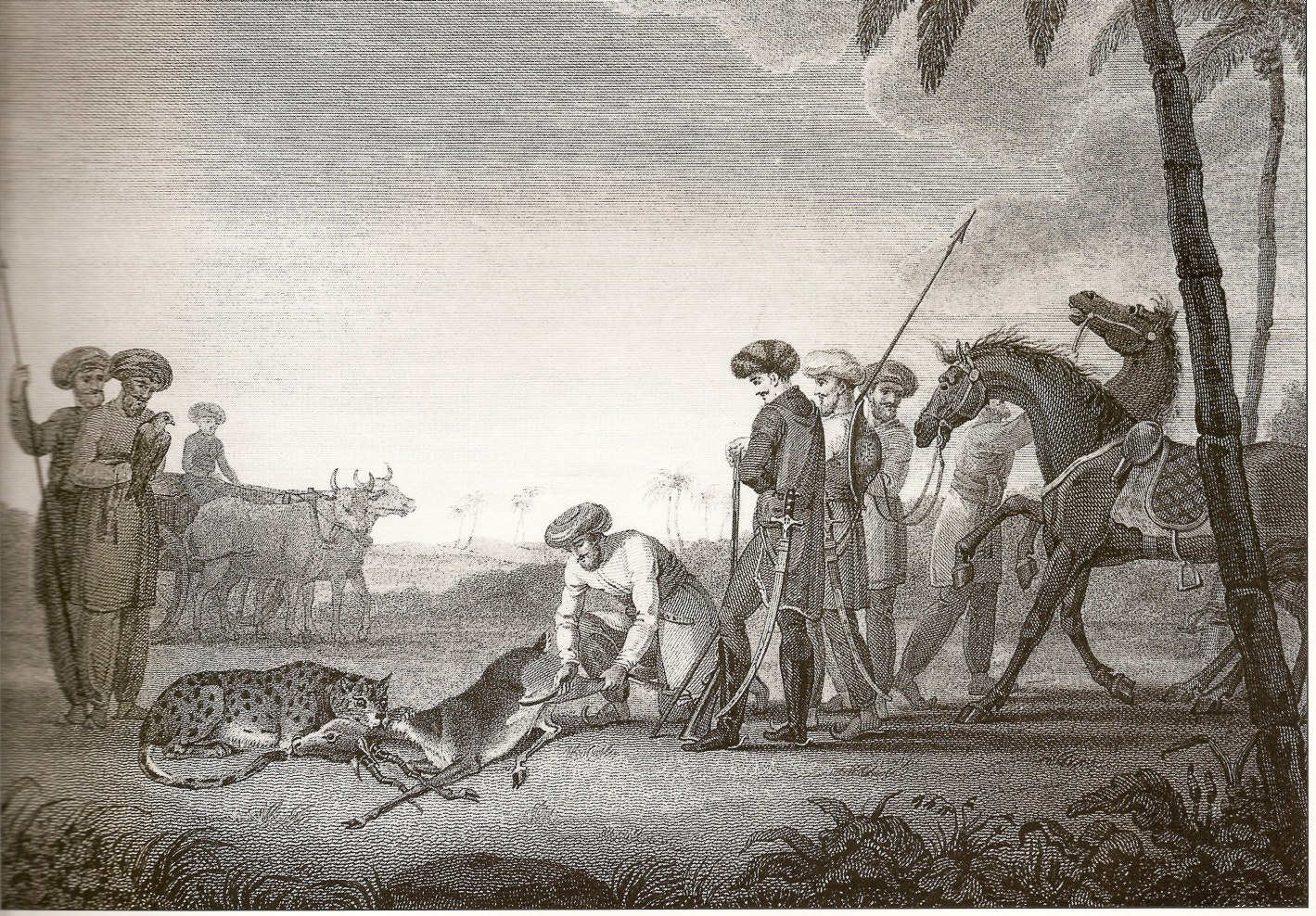
Nobili a caccia di antilopi cervicapra con il ghepardo nel Gujarat meridionale (1812).

L'antilope cervicapra è originaria del subcontinente indiano, ma è attualmente estinta in Bangladesh. In Nepal, l'ultima popolazione sopravvissuta vive nella Blackbuck Conservation Area, a sud del parco nazionale di Bardia: nel 2008 tale popolazione è stata stimata in 184 esemplari. In Pakistan, l'antilope cervicapra è presente lungo il confine con l'India e una popolazione in cattività è ospitata nel parco nazionale di Lal Suhanra.
Le antilopi cervicapra vivono nelle pianure erbose e nelle zone scarsamente alberate ove vi siano fonti d'acqua perenni disponibili da cui bere ogni giorno. Allo scopo di trovare l'acqua i branchi si spostano spesso su lunghe distanze. Le boscaglie costituiscono una buona fonte di nutrimento e di riparo. L'antilope cervicapra non tollera il clima freddo.
Alcune antilopi cervicapra sono presenti nel campus dell'Istituto indiano di tecnologia di Madras, adiacente al parco nazionale di Guindy. I maschi albini erano una delle attrazioni del campus, ma il numero di queste antilopi è in diminuzione a causa della distruzione dell'habitat e degli attacchi dei cani randagi, sempre più numerosi.
Il naturalista britannico William Thomas Blanford descrive così l'areale dell'antilope cervicapra nella sua opera The Fauna of British India, including Ceylon and Burma del 1891:
Oggi, ne sopravvivono solo branchi sparsi, in gran parte confinati alle aree protette.
La specie venne introdotta in Texas, nella regione dell'altopiano di Edwards, nel 1932. A partire dal 1988, la popolazione è aumentata e l'antilope è divenuta la specie esotica più numerosa del Texas dopo il cervo pomellato. Agli inizi degli anni 2000, la popolazione degli Stati Uniti è stata stimata in 35.000 esemplari. Altre antilopi sono state introdotte in Argentina, dove vivono circa 8600 esemplari (sempre agli inizi degli anni 2000).

## Biologia

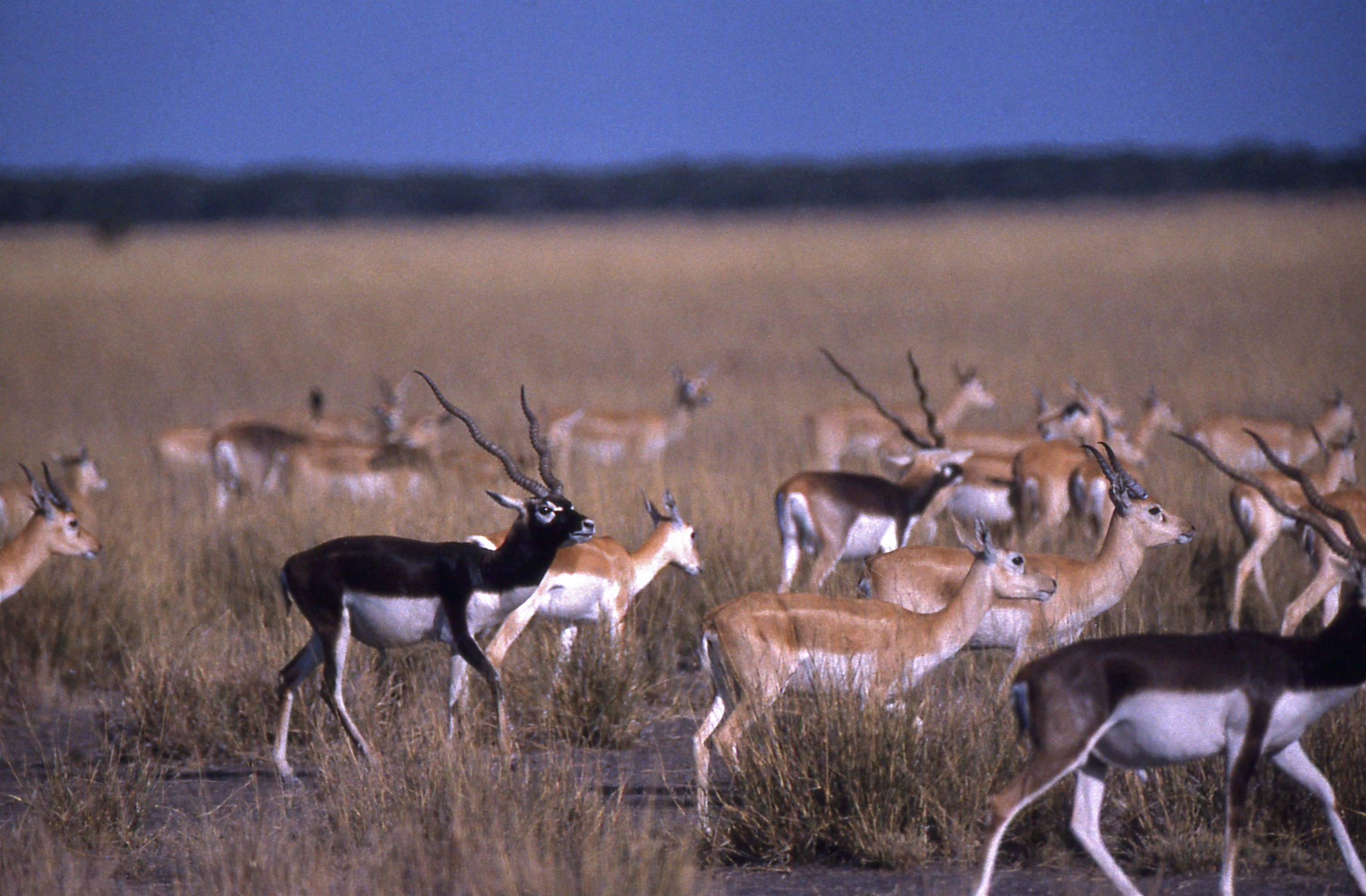
Un branco di antilopi cervicapra.

L'antilope cervicapra è una specie diurna, ma la sua attività rallenta verso metà giornata man mano che, avvicinandosi l'estate, le giornate diventano più calde. I gruppi, generalmente poco numerosi, sono di tre tipi: di femmine, di maschi territoriali e di maschi scapoli. Uno studio ha rivelato che le dimensioni dei gruppi sono spesso oscillanti, essendo correlate alla disponibilità alimentare e alla natura dell'habitat. I branchi più numerosi hanno un vantaggio rispetto a quelli più piccoli, in quanto un possibile pericolo può essere individuato più rapidamente, nonostante il livello di vigilanza individuale sia più basso che nei secondi. I grandi branchi dedicano anche più tempo all'alimentazione, ma i loro spostamenti richiedono una maggiore quantità di risorse. Uno studio ha dimostrato che le dimensioni di un branco si riducono in estate. L'antilope cervicapra è un animale molto veloce, che può correre fino a 80 km/h.
I maschi spesso adottano la strategia del lek per radunare le femmine con cui accoppiarsi e stabiliscono i propri territori in base alla distribuzione locale dei gruppi di femmine, che a sua volta è correlata all'habitat. Questi territori, che misurano tra 1,2 e 12 ettari, vengono difesi attivamente dai loro proprietari e i loro confini vengono marcati con i secreti delle ghiandole preorbitali e interdigitali, le feci e l'urina. Mentre agli altri maschi non è consentito entrare in questi territori, le femmine spesso visitano questi luoghi per pascolare. Il padrone del territorio può allora cercare di accoppiarsi con loro. Quella del lek è una strategia dispendiosa - dal momento che i maschi spesso possono ferirsi negli scontri - e pertanto viene adottata generalmente dai maschi dominanti, più robusti. I maschi possono sia difendere le loro compagne che cercare di accoppiarsi forzatamente con loro. I maschi più deboli, che potrebbero non essere dominanti, scelgono più di frequente quest'ultimo metodo.
Le antilopi cervicapra sono colpite gravemente da calamità naturali quali inondazioni e siccità e ad una popolazione possono essere necessari anche cinque anni per riprendersi. Il loro predatore principale è il lupo: uno studio ha rivelato che i vecchi maschi in calore sono i più vulnerabili ai loro attacchi. I giovani possono cadere vittima anche degli sciacalli dorati. In alcuni casi dei cani hanno ucciso dei piccoli, ma probabilmente non sono in grado di cacciare e uccidere un esemplare adulto.
Un recente studio condotto presso il Great Indian Bustard Sanctuary a Nannaj, nel Maharashtra, ha rivelato che le antilopi cervicapra mostrano un comportamento flessibile nella scelta dell'habitat, in quanto le risorse e i rischi di un determinato ambiente variano da una stagione all'altra. Gli esemplari in questione tendevano a prediligere i cosiddetti «rifugi», vale a dire piccole zone protette all'interno della riserva (che misurano circa 3 km²). Le attività antropiche hanno fortemente influenzato il comportamento delle antilopi cervicapra, ma la presenza di queste piccole aree ha consentito alla specie di sopravvivere nella regione.

### Alimentazione

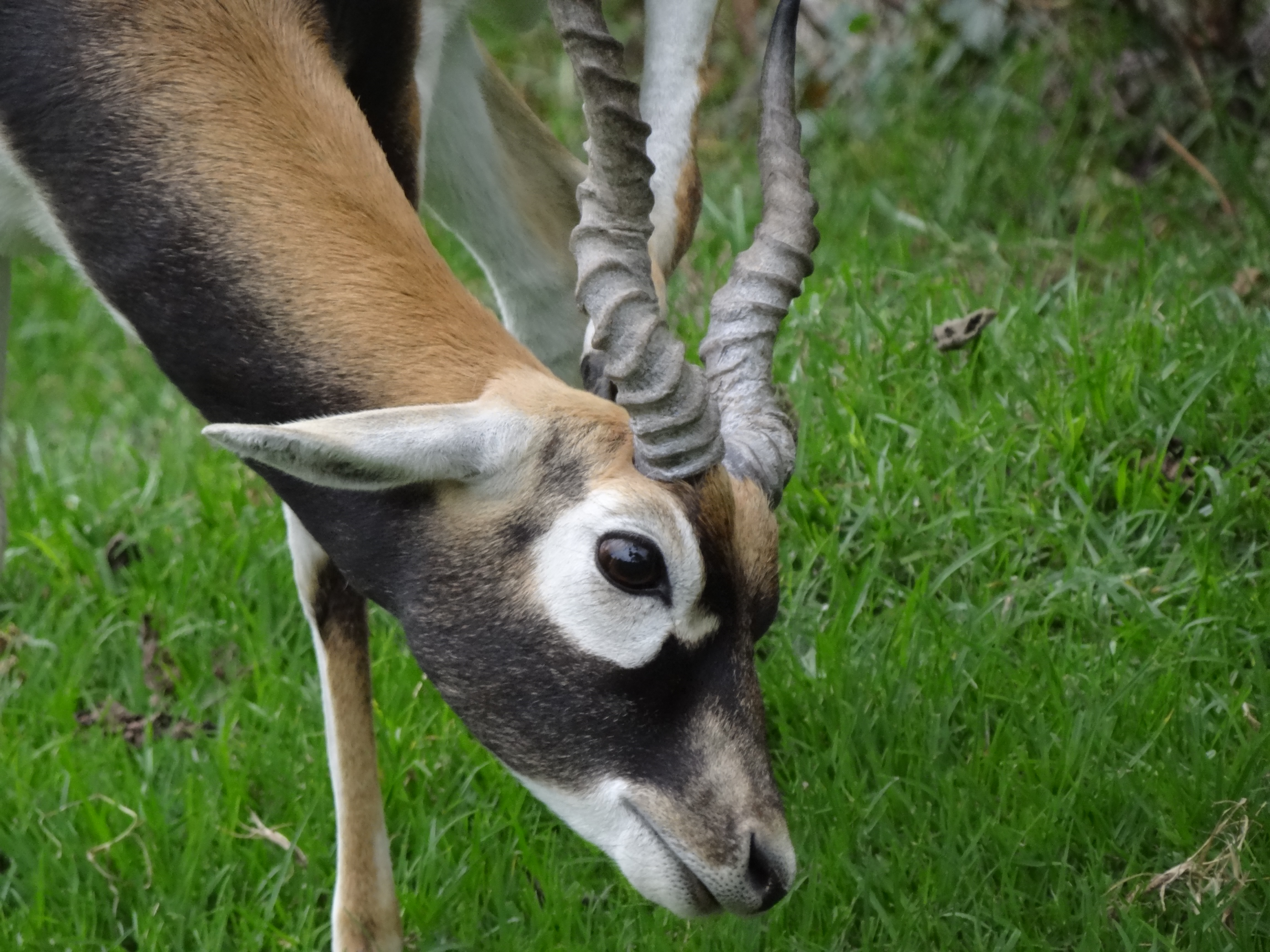
Le antilopi cervicapra prediligono l'erba.

L'antilope cervicapra è erbivora: si nutre di erba bassa, ma all'occasione non esita a brucare gli arbusti. Predilige i carici, la Digitaria cognata, il mesquite e le querce sempreverdi. Occasionalmente è stata vista brucare dagli alberi di acacia nel deserto del Cholistan. Uno studio ha mostrato che le popolazioni in cattività apprezzano in modo particolare l'avena e il trifoglio. Nel parco nazionale di Velavadar (Gujarat), il Dichanthium annulatum costituisce il 35% della dieta delle antilopi. La digestione dei nutrienti, specialmente delle proteine grezze, è poco efficiente in estate, ma più efficace nella stagione delle piogge e in inverno. Di conseguenza, l'assunzione di proteine grezze in estate è molto scarsa, perfino inferiore al valore raccomandato. In linea di massima, durante l'estate, l'antilope cervicapra mangia di meno. La specie mangia spesso i frutti di Prosopis juliflora e potrebbe giocare un ruolo di primo piano nella loro dispersione. La Prosopis diventa una fonte alimentare importante nel caso l'erba sia scarsa. L'antilope cervicapra ha bisogno di bere quotidianamente.

### Riproduzione

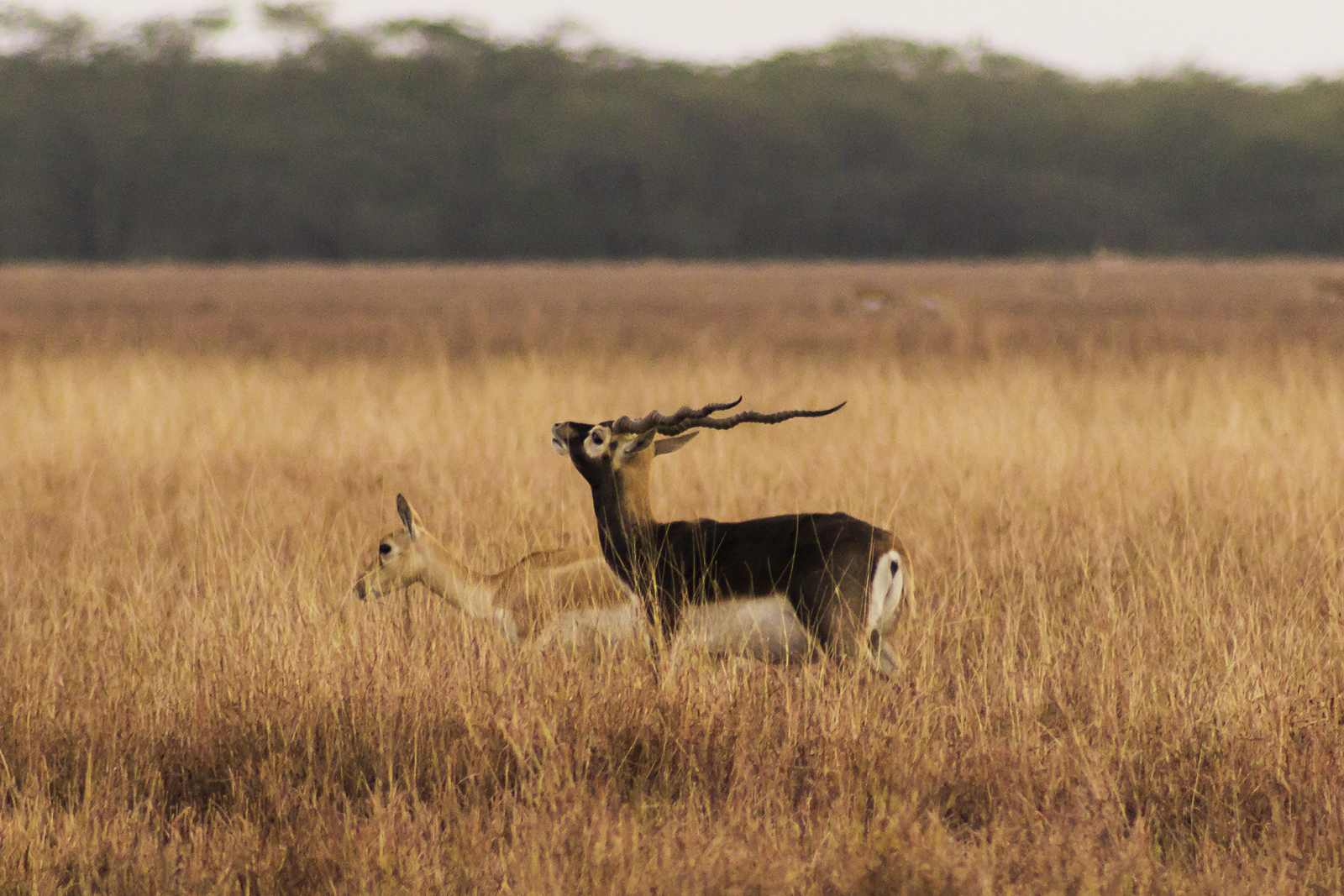
La parata nuziale del maschio.

Le femmine raggiungono la maturità sessuale ad otto mesi, ma non si accoppiano mai prima dei due anni. I maschi, invece, diventano maturi più tardi, ad un anno e mezzo di età. L'accoppiamento può avere luogo in qualsiasi periodo dell'anno. In Texas il picco degli accoppiamenti si registra in primavera e in autunno, in India da agosto a ottobre e da marzo ad aprile. I maschi in calore occupano i propri territori e li difendono aggressivamente dagli altri maschi, lanciando forti grugniti e ingaggiando tremendi combattimenti testa a testa, spingendosi l'un l'altro con le corna. Per manifestare la propria aggressività i maschi spingono il collo in avanti e sollevano la testa, piegando le orecchie e sollevando la coda. Il maschio dominante insegue la femmina con il naso rivolto all'insù, annusa la sua urina ed esegue la smorfia del flehmen. La femmina mostra la sua ricettività agitando la coda e tamburellando il terreno con le zampe posteriori. Seguono quindi alcuni tentativi di monta e la copulazione. L'intero processo può durare fino a sei ore. Dopo la copulazione la femmina rimane ferma per un po' di tempo, dopo di che inizia a pascolare. Il maschio può quindi passare ad accoppiarsi con un'altra femmina.
La gestazione dura in genere sei mesi, trascorsi i quali nasce un unico piccolo. I neonati sono di colore giallo chiaro e i maschi possono avere una chiazza nera sulla testa e sul collo. I piccoli sono precoci - riescono ad alzarsi in piedi poco dopo la nascita. Le femmine possono accoppiarsi di nuovo già un mese dopo il parto. I giovani rimangono attivi e giocosi durante tutto il giorno. Il manto dei maschi diventa gradualmente nero, scurendosi in particolare dopo il terzo anno. La speranza di vita è generalmente di 10-15 anni.

## Conservazione

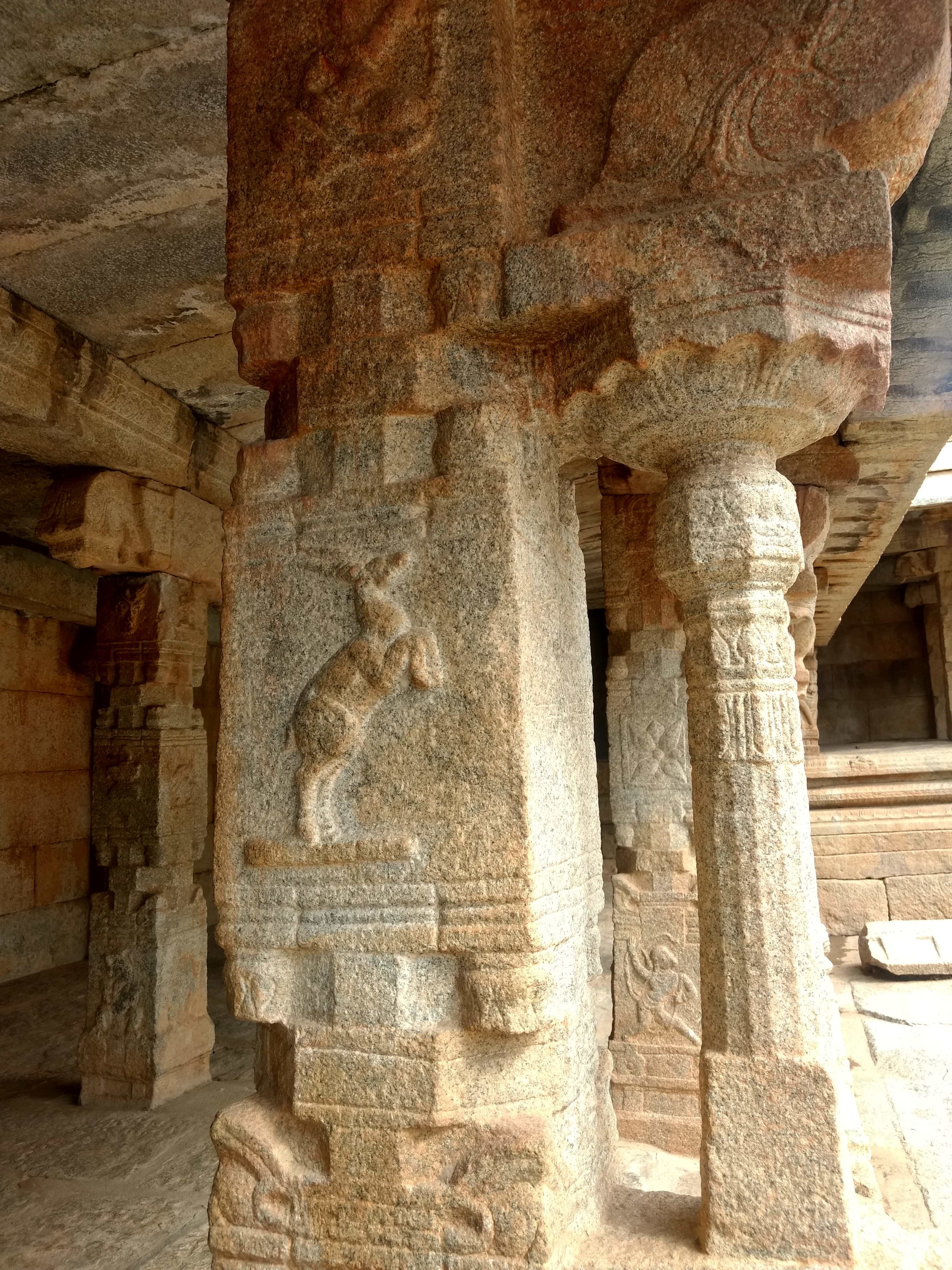
Antilope cervicapra scolpita su un pilastro del tempio di Lepakshi (XVI secolo).

Durante il XX secolo il numero delle antilopi cervicapra è diminuito drasticamente a causa della caccia eccessiva, della deforestazione e del degrado ambientale. Alcuni esemplari vengono uccisi illegalmente ancora oggi, soprattutto dove la specie condivide l'areale con il nilgau.
Fino all'indipendenza dell'India nel 1947, l'antilope cervicapra e la chinkara venivano cacciate in molti stati principeschi con ghepardi asiatici appositamente addestrati. Dagli anni '70 l'antilope cervicapra è scomparsa localmente in alcune aree. Tuttavia, in India il numero degli esemplari è nuovamente risalito dai 24.000 di fine anni '70 ai 50.000 del 2001.
L'antilope cervicapra figura nell'Appendice III della CITES. In India, la caccia è proibita ai termini dell'Appendice I della legge per la protezione della natura del 1972. La specie è presente in varie aree protette dell'India, tra le quali:
- nel Gujarat i parchi nazionali di Velavadar[1][29] e di Gir[49];
- nel Bihar il santuario naturale di Kaimur;
- nel Maharashtra il santuario dell'Otarda indiana;
- nel Madhya Pradesh il parco nazionale di Kanha[50];
- nel Rajasthan i santuari di Tal Chhapar e di Chambal e il parco nazionale di Ranthambore[51];
- nel Karnataka il santuario di Ranibennur;
- nel Tamil Nadu i santuari di Point Calimere[1] e di Vallanadu[52] e il parco nazionale di Guindy.

## Rapporti con l'uomo

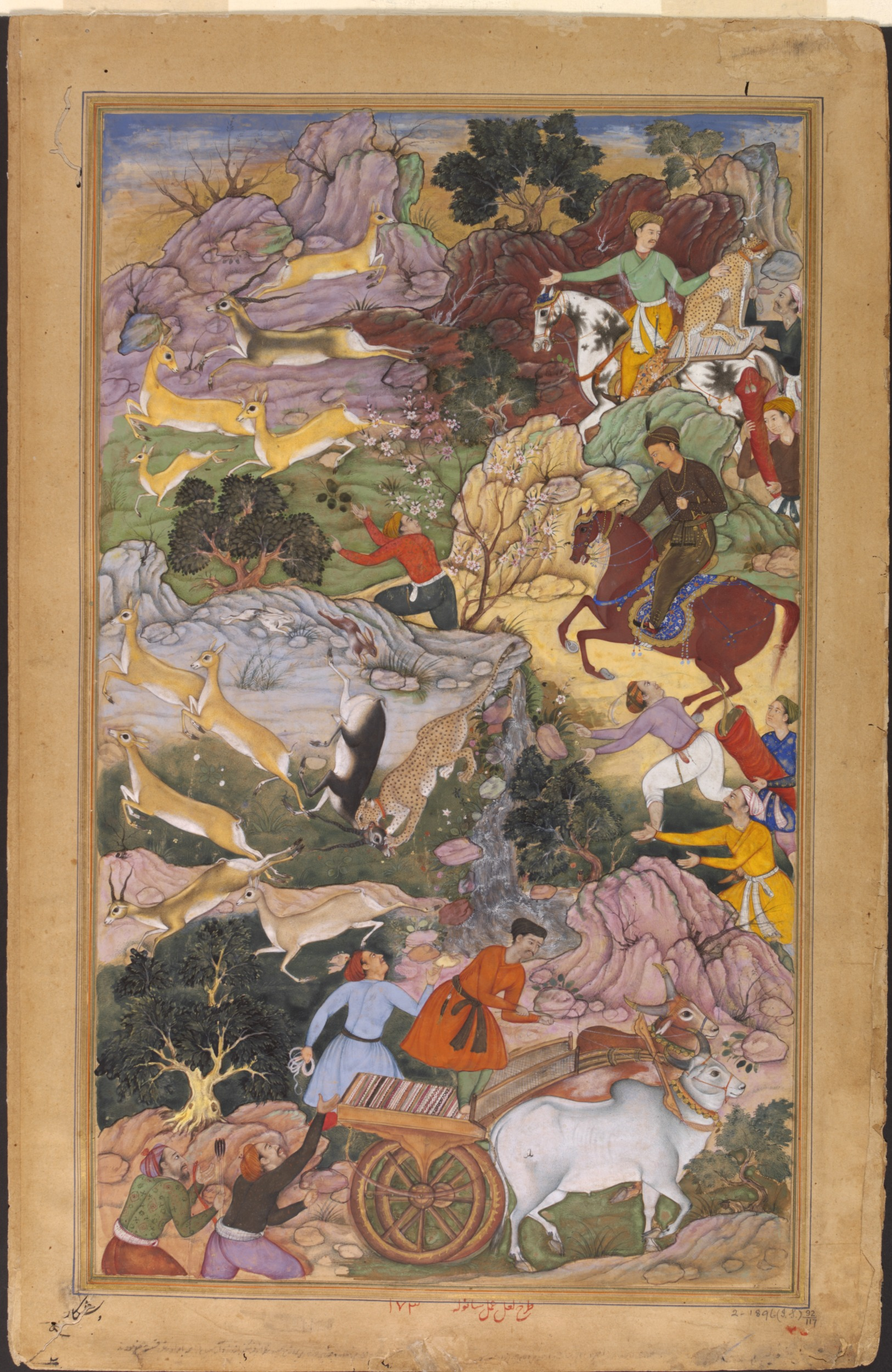
Akbar a caccia di antilopi cervicapra (Akbarnama, 1590-95 ca.).

L'antilope cervicapra ha sempre avuto un ruolo importante nella cultura indiana. Essa costituiva una fonte di cibo già all'epoca della civiltà della valle dell'Indo (3300-1700 a.C.): resti di ossa sono stati rinvenuti in siti come Dholavira e Mehrgarh. La sua immagine compare svariate volte nelle miniature di epoca moghul (XVI-XIX secolo) che raffigurano le cacce reali, spesso con l'utilizzo del ghepardo. Molti abitanti delle zone rurali di India e Nepal generalmente non osano arrecare danno all'antilope cervicapra. Alcune tribù, come quella dei Bishnoi, riveriscono e si prendono cura della maggior parte degli animali, e questa specie non fa eccezione. L'antilope cervicapra è stata dichiarata animale simbolo dell'Andhra Pradesh.
L'animale viene menzionato nei testi sanscriti come krishna mrig. Secondo la mitologia indù, l'antilope cervicapra tirava il carro di Krishna ed era considerata la cavalcatura di Vayu (dio del vento), Soma (la bevanda divina) e Chandra (il dio della luna). Nel Tamil Nadu, è considerata la cavalcatura della dea indù Korravai. Nel Rajasthan, si ritiene che l'antilope cervicapra sia protetta dalla dea Karni Mata.
Nel Yājñavalkya Smṛti, il saggio Yagyavalkya afferma che «laddove c'è l'antilope cervicapra, deve essere conosciuto il Dharma»: forse tale affermazione sta a significare che certe pratiche religiose, compresi i sacrifici, non dovevano essere eseguite nelle zone dove l'antilope cervicapra non viveva.
La pelle dell'antilope cervicapra (krishnajina in lingua hindi) è considerata sacra presso gli induisti. Secondo le scritture, essa può essere indossata solamente da bramini (sacerdoti), sadhu e yogi (saggi), abitanti delle foreste e bhikkhu (mendicanti). La carne di antilope cervicapra è molto apprezzata in Texas. Dopo essere stato analizzato, il latte di antilope cervicapra è risultato essere composto per il 6,9% da proteine, il 9,3% da grassi e il 4,3% da lattosio.
In alcune regioni agricole dell'India settentrionale le antilopi cervicapra sono presenti in gran numero e compiono razzie nei campi coltivati. Tuttavia, i danni provocati da questa specie sono di gran lunga inferiori rispetto a quelli causati dai nilgau.
Nel 2018, la star di Bollywood Salman Khan, in un caso di alto profilo, è stato condannato a cinque anni di carcere per aver ucciso di frodo un'antilope cervicapra nel 1998.

L'antilope cervicapra come simbolo di alcuni stati principeschi dell'India
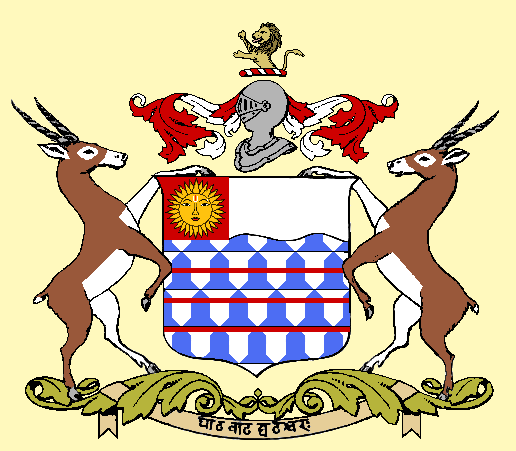
Barwani
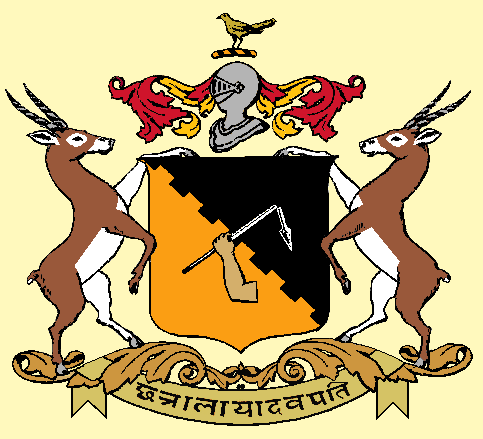
Jaisalmer
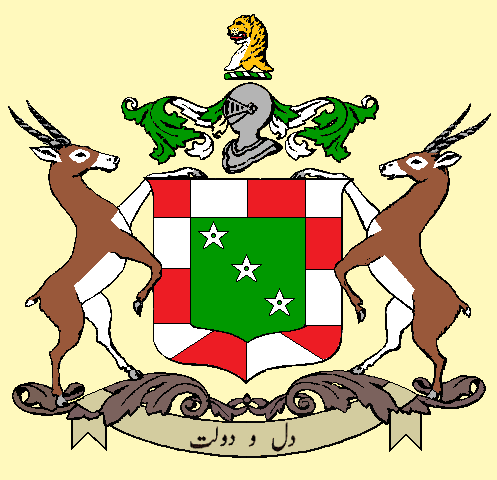
Jaora
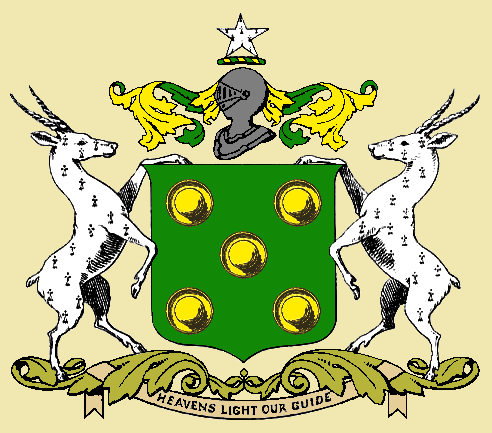
Malerkotla
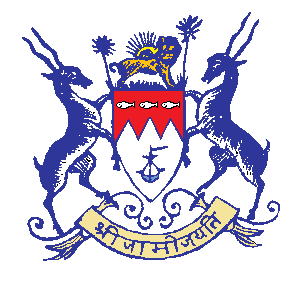
Nawanagar
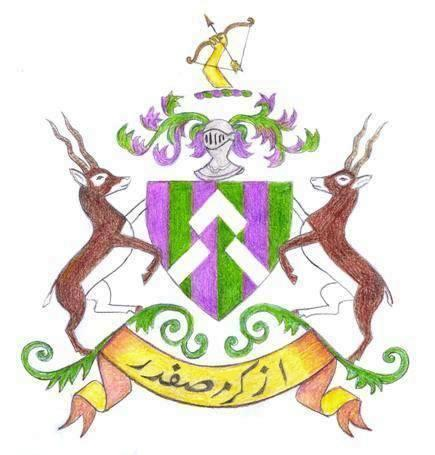
Radhanpur
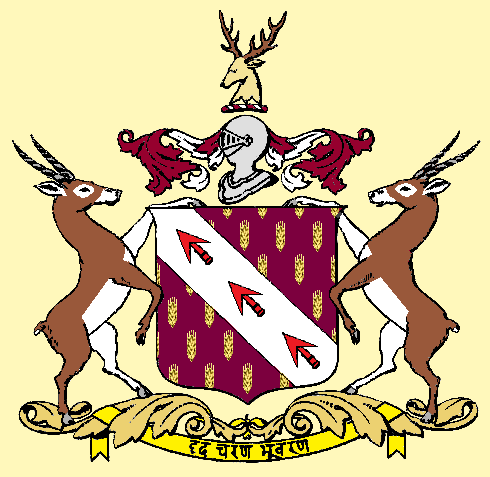
Samthar